# Tachydromia microceroides
Tachydromia microceroides är en tvåvingeart som beskrevs av Chvala 1988. Tachydromia microceroides ingår i släktet Tachydromia och familjen puckeldansflugor. Inga underarter finns listade i Catalogue of Life.